# Chersodromus liebmanni
Chersodromus liebmanni är en ormart som beskrevs av Reinhardt 1861. Chersodromus liebmanni ingår i släktet Chersodromus och familjen snokar. IUCN kategoriserar arten globalt som livskraftig. Inga underarter finns listade i Catalogue of Life.
Arten förekommer med tre från varandra skilda populationer i södra Mexiko. Den vistas i bergstrakter mellan 1000 och 1800 meter över havet. Habitatet utgörs av molnskogar, regnskogar och andra fuktiga trädansamlingar, till exempel odlingsmark. Honor lägger antagligen ägg.